# Responsabilità giuridica dell'intelligenza artificiale
Qualsiasi entità dotata di intelligenza artificiale (o IA) con accesso al mondo reale, incluse autovetture autonome e robot, può causare danni e lesioni; questo solleva interrogativi sulla responsabilità giuridica dell'intelligenza artificiale, sia sotto il profilo della responsabilità civile, sia della responsabilità penale.

## Profili di responsabilità civile

### Ordinamento italiano
Nell'ordinamento italiano non esiste una normativa specifica per azioni realizzate dai robot a danno di terzi. Alcuni giuristi hanno ipotizzato che le seguenti disposizioni del Codice civile (c.c.) possano essere applicate in via interpretativa alla responsabilità delle entità IA.
L’art. 2047 c.c. «Danno cagionato dall’incapace» troverebbe applicazione se l’entità IA fosse dotata di apprendimento automatico ma necessitasse di supervisione umana. L’utente finale dovrebbe risarcire il danno perché gravato da dovere di vigilanza; mentre il produttore della macchina resterebbe estraneo alla vicenda. L’onere probatorio si configura in capo all’utente finale che deve dimostrare l’assenza del nesso di causalità tra omessa sorveglianza e danno cagionato dalla macchina.
L'art. 2048 c.c. «Responsabilità dei genitori, dei tutori, dei precettori e dei maestri d'arte» troverebbe applicazione se l'entità IA fosse dotata di apprendimento automatico. Il programmatore avrebbe un dovere di sorveglianza nei confronti delle molteplici entità IA da esso predisposte; dovere che non potrebbe essere assolto, essendo l'entità IA di utilizzo dell'utente finale.
L’art. 2050 c.c. «Responsabilità per l’esercizio di attività pericolose» troverebbe applicazione quando l’entità IA, per un difetto intrinseco, doveva ritenersi pericolosa già nel momento in cui è stata messa in circolazione. Sebbene la pericolosità dell’entità IA non avrebbe potuto essere rilevata in base alle conoscenze tecniche e scientifiche note al momento della sua creazione, grava comunque sul produttore l’onere di adottare opportune cautele e adeguate precauzioni, in ragione del cosiddetto rischio da sviluppo.
Tuttavia, la Commissione del Parlamento Europeo, nella Relazione COM 2020/64 del 19 febbraio 2020, ha sottolineato che «nel settore delle intelligenze artificiali si potrebbe assistere ad un abuso in base al quale il produttore non è responsabile se il difetto non esisteva al momento in cui il prodotto è stato messo in circolazione o se lo stato delle conoscenze scientifiche e tecniche non consentivano di prevedere il difetto».
L’art. 2052 c.c. «Danno cagionato da animali» potrebbe trovare applicazione nel caso in cui l’entità IA venisse considerata alla stregua di un animale e l’utente finale come suo proprietario. In questo caso l’utente finale, per risultare esente da responsabilità, dovrebbe dimostrare il nesso causale tra l’azione dell’entità IA e l’evento lesivo, cioè l’intervento di un fattore esterno imprevedibile tale da non poter essere controllato. Quest’ultimo non potrebbe essere un semplice malfunzionamento, ma l’utente finale dovrebbe dimostrare che il programmatore non abbia correttamente programmato la macchina.

### Ordinamento europeo
L’Unione europea, nella Direttiva 85/374/CEE, considerava l’entità IA come un mero bene di consumo e quindi, nelle ipotesi di difetti di produzione, il suo utilizzatore sarebbe stato tutelato dalle garanzie commerciali e dai rimedi previsti in caso di vizi di conformità dagli ordinamenti statali. Quindi, quando un soggetto subisca un danno causato da un’entità IA difettosa, il produttore risponderà a titolo di responsabilità oggettiva.
Successivamente, nel 2017 e nel 2020, il Parlamento europeo ha emanato due risoluzioni concernenti norme di diritto civile sulla robotica. In particolare, nella Risoluzione 2018/C 252/25, si afferma che «la sfida relativa all'introduzione di sistemi di IA nella società, nei luoghi di lavoro e nell'economia sia una delle questioni più importanti dell'attuale agenda politica».
In entrambe le risoluzioni si riscontra un cambiamento rispetto al passato: si sottolinea che le entità IA non possono essere più considerate meri oggetti, essendo sempre più simili ad agenti che interagiscono con l’ambiente circostante. L'obiettivo delineato dal Parlamento consiste nella predisposizione di norme apposite che disciplinino la responsabilità delle entità IA, senza ostacolare l'innovazione tecnologica. Come da ultimo considerato nella Risoluzione 2021/C 404/01  la sfida consisterà nel conseguire un adeguato bilanciamento tra il progresso tecnologico e l’esigenza di una responsabilità civile dei robot.

## Profili di responsabilità penale
Il giurista israeliano Gabriel Hallevy ha analizzato tre paradigmi di responsabilità penale applicabili a un'entità dotata di intelligenza artificiale.
- Perpetration through another - il programmatore o l'utente finale potrebbe essere ritenuto responsabile di aver istruito direttamente l'entità IA a commettere il crimine. La responsabilità dolosa è imputabile esclusivamente all'essere umano che ha agito attraverso un'entità dotata di apprendimento automatico o per mezzo di un algoritmo preimpostato.
- Natural probable consequence - il programmatore o l’utente finale non hanno pianificato la commissione di alcun crimine. Secondo lo schema della colpa cosciente, il reato commesso materialmente dalla macchina costituiva una conseguenza probabile, non presa in considerazione dall’uomo che l’ha progettata.
- Direct liability - il programmatore o l'utente finale non hanno nessuna responsabilità, che ricade esclusivamente in capo all'entità IA.

Solo il primo paradigma, perpetration through another, prevede una responsabilità penale unicamente umana; mentre il secondo e il terzo paradigma presuppongono il riconoscimento di una personalità giuridica con una conseguente responsabilità penale delle entità IA. A tal proposito, Havelly ipotizza un parallelismo tra la responsabilità penale degli enti, introdotta nell’ordinamento italiano con il d.lgs. 8 giugno 2001, n. 231, e l’introduzione della responsabilità penale dell’entità IA. Con il Decreto 231/2001 è stato superato il brocardo societas delinquere non potest riguardo agli enti che, pur privi di personalità giuridica, rispondono dei reati posti in essere nell’interesse dell’ente da chi svolge funzioni di rappresentanza, di amministrazione, di direzione dello stesso. Hallevy ritiene che lo stesso brocardo, declinato nell'ambito della responsabilità penale dell'entità IA (machina delinquere non potest), possa ugualmente essere superato. Il legislatore potrebbe operare un bilanciamento di interessi analogo a quello che ha portato alla criminalizzazione delle condotte illecite degli enti. Diversa, invece, è l'opinione di chi afferma che l'entità IA non può essere concepita come centro autonomo di imputazione, né come entità attraverso la quale si manifestano volontà umane: mentre l’agire dell’ente si esplica (e quindi corrisponde) con l’agire dell’uomo che ne regola l’organizzazione, l'entità IA agisce da sola, essendo anche fisicamente estranea all’uomo che l’ha creata. Di conseguenza, come affermato dal Parlamento europeo nella Direttiva sulla responsabilità del prodotto 85/374/EEC, per distribuire la responsabilità da illecito è opportuno prendere atto che «quanto maggiore è la capacità di apprendimento o l’autonomia di un robot e quanto è maggiore la durata della formazione di un robot, tanto maggiore dovrebbe essere la responsabilità del suo formatore» e allora «Il principale indiziato a candidarsi al ruolo di formatore non può che essere l’autore dell’algoritmo, i cui inputs guidano il robot nel raccogliere i dati provenienti dalla realtà circostante, nell’elaborarli e, sulla base di questi, nel modulare il loro operato». Il giurista e professore universitario Ivan Salvadori afferma, quindi, che è necessario definire le regole cautelari e linee guida da seguire per evitare di incorrere nella commissione di un illecito. Il programmatore e/o l’utente finale di un'entità IA che adotta la diligenza richiesta nel progettare e utilizzare la macchina, sarà pertanto esente da qualsiasi responsabilità penale, in quanto avrà adottato ogni accortezza prevista dalle normative in materia.